# Эберт, Патрик
Па́трик Э́берт (нем. Patrick Ebert; род. 17 марта 1987, Потсдам) — немецкий футболист, полузащитник.

## Клубная карьера
Эберт начал заниматься футболом в составе клуба «Герта» из Берлина. С 1998 по 2004 год он выступал за команды различных возрастных групп, после чего подписал контракт с руководством и стал считаться потенциальным игроком основного состава.
Впервые в основе вышел в сезоне 2006/07 в еврокубковом матче против ФК «Москва». В августе 2006 года дебютировал в Бундеслиге в игре с «Вольфсбургом». В 2007 году уже считался игроком основного состава, продлил контракт до 2011 года.
В 2012 году Эберт перебрался в Испанию, подписал соглашение с «Вальядолидом». 20 августа в матче против «Сарагосы» он дебютировал в Ла Лиге. 30 октября в поединке против «Реал Сосьедада» Патрик забил свой первый гол. В первом сезоне Эберт стал одним из ключевых игроков, приняв участие в 23 встречах и 6 раз поразил ворота соперников.
7 февраля 2014 года Эберт, воспользовавшись одним из пунктов соглашения, сначала расторг контракт с «Вальядолидом», а затем подписал контракт с московским «Спартаком». Как стало известно позже, оба клуба нашли компромисс в ситуации с переходом футболиста в «Спартак» — российский клуб заплатил компенсацию в размере приблизительно € 1,4 млн. Эберт дебютировал за московскую команду 8 марта 2014 года против «Терека» (0:1).
25 июля 2015 года Эберт перешёл в «Райо Вальекано» на правах свободного агента и подписал 2-летний контракт с командой. 22 августа в матче против «Валенсии» он дебютировал в Ла Лиге. 20 августа 2016 года в поединке против «Эльче» Патрик забил свой первый гол за «Райо Вальекано». Летом 2017 года Эберт стал свободным агентом и не смог найти себе клуб до закрытия трансферного окна. В начале 2018 года Патрик вернулся в Германию, подписав соглашение с «Ингольштадт 04».
1 июля 2018 года Патрик на правах свободного агента переходит в «Динамо» (Дрезден). 22 сентября 2018 года забил свой первый гол за новый клуб в матче против «Дармштадт 98».

## Карьера за сборную
Эберт привлекался в юниорские сборные Германии всех возрастов (до 17, до 18, до 20, до 21 года). В составе молодёжной (U-21) сборной Германии стал победителем молодёжного Евро-2009.

## Личная жизнь
10 февраля 2016 года стало известно о том, что Патрик Эберт 1 января того же года в исламском центре Мадрида принял ислам.

## Достижения
Германия (до 21)
- Чемпион Европы по футболу среди молодёжных команд: 2009[14]